# Codice ATC J07
Il codice ATC J07 "Vaccini" è un sottogruppo del sistema di classificazione Anatomico Terapeutico e Chimico, un sistema di codici alfanumerici sviluppato dall'OMS per la classificazione dei farmaci e altri prodotti medici. Il sottogruppo J07 fa parte del gruppo anatomico J, farmaci antinfettivi ad uso sistemico.
Codici per uso veterinario (codici ATCvet) possono essere creati ponendo la lettera Q di fronte al codice ATC umano: QJ07...
Numeri nazionali della classificazione ATC possono includere codici aggiuntivi non presenti in questa lista, che segue la versione OMS.

## J07A Vaccini batterici

### J07AC Vaccini dell'antrace
J07AC01 Antigene dell'antrace

### J07AD Vaccini della brucellosi
J07AD01 Antigene della brucella

### J07AE Vaccini del colera
J07AE01 Colera, inattivato, cellula intera
J07AE02 Colera, vivo attenuato
J07AE51 Colera, combinazioni con vaccino tifoide, inattivato, cellula intera

### J07AF Vaccini della difterite
J07AF01 Tossina difterica

### J07AG Vaccini dell'Haemophilus influenzaeB
J07AG01 Hemophilus influenzae B, antigene coniugato purificato
J07AG51 Hemophilus influenzae B, combinazioni con tossoidi
J07AG52 Hemophilus influenzae B, combinazioni con tossoidi e pertosse
J07AG53 Hemophilus influenzae B, combinazioni con meningococco C, coniugato

### J07AH Vaccini del meningococco
J07AH01 Meningococco A, antigene polisaccaridico purificato
J07AH02 Altri antigeni polisaccaridici monovalenti purificati del meningococco
J07AH03 Meningococco A, C, antigene polisaccaridico purificato bivalente
J07AH04 Meningococco A, C, Y, W-135, antigene polisaccaridico purificato tetravalente
J07AH05 Altri antigeni polisaccaridici polivalenti purificati del meningococco
J07AH06 Meningococco B, vaccino con vescicole della membrana esterna
J07AH07 Meningococco C, antigene polisaccaridico coniugato purificato
J07AH08 Meningococco A, C, Y, W-135, antigene polisaccaridico tetravalente coniugato purificato
J07AH09 Meningococco B, vaccino multicomponente
J07AH10 Meningococco A, antigene polisaccaridico coniugato purificato

### J07AJ Vaccini della pertosse
J07AJ01 Pertosse, inattivato, cellula intera
J07AJ02 Pertosse, antigene purificato
J07AJ51 Pertosse, inattivato, cellula intera, combinazioni con tossoidi
J07AJ52 Pertosse, antigene purificato, combinazioni con tossoidi

### J07AK Vaccini della peste
J07AK01 Peste, inattivato, cellula intera

### J07AL Vaccini dello pneumococco
J07AL01 Pneumococco, antigene polisaccaridico purificato
J07AL02 Pneumococco, antigene polisaccaridico coniugato purificato
J07AL52 Pneumococco, antigene polisaccaridico purificato e Haemophilus influenzae, coniugati

### J07AM Vaccini del tetano
J07AM01 Tossoide del tetano
J07AM51 Tossoide del tetano, combinazione con tossoide della difterite
J07AM52 Tossoide del tetano, combinazione con immunoglobuline del tetano

### J07AN Vaccini della tubercolosi
J07AN01 Tubercolosi, vivo attenuato

### J07AP Vaccini del tifo
J07AP01 Tifo, orale, vivo attenuato
J07AP02 Tifo, inattivato, cellula intera
J07AP03 Tifo, antigene polisaccaridico purificato
J07AP10 Tifo, combinazioni con paratifo

### J07AR Vaccini del tifo (esantematico)
J07AR01 Tifo esantematico, inattivato, cellula intera

## J07B Vaccini virali

### J07BA Vaccini dell'encefalite
J07BA01 Encefalite trasmessa dalle zecche, virus intero inattivato
J07BA02 Encefalite giapponese, virus intero inattivato
J07BA03 Encefalite giapponese, vivo attenuato

### J07BB Vaccini dell'influenza
J07BB01 Influenza, virus intero inattivato
J07BB02 Influenza, antigene purificato
J07BB03 Influenza, vivo attenuato

### J07BC Vaccini dell'epatite
J07BC01 Epatite B, antigene purificato
J07BC02 Epatitis A, virus intero inattivato
J07BC20 Combinazioni

### J07BD Vaccini del morbillo
J07BD01 Morbillo, vivo attenuato
J07BD51 Morbillo, combinazioni con parotite, vivo attenuato
J07BD52 Morbillo, combinazioni con parotite e rosolia, vivo attenuato
J07BD53 Morbillo, combinazioni con rosolia, vivo attenuato
J07BD54 Morbillo, combinazioni con parotite, rosolia e varicella, vivo attenuato

### J07BE Vaccini della parotite
J07BE01 Parotite, vivo attenuato

### J07BF Vaccini della poliomielite
J07BF01 Poliomielite orale, monovalente vivo attenuato
J07BF02 Poliomielite orale, trivalente vivo attenuato
J07BF03 Poliomielite, virus intero trivalente, inattivato,
J07BF04 Poliomielite orale, bivalente, vivo attenuato

### J07BG Vaccini della rabbia
J07BG01 Rabbia, virus intero inattivato

### J07BH Vaccini per la diarrea da rotavirus
J07BH01 Rotavirus, vivo attenuato
J07BH02 Rotavirus, pentavalente, vivo riassortito

### J07BJ Vaccini della rosolia
J07BJ01 Rosolia, vivo attenuato
J07BJ51 Rosolia, combinazioni con parotite, vivo attenuato

### J07BK Vaccini della varicella zoster
J07BK01 Varicella, vivo attenuato
J07BK02 Zoster, vivo attenuato

### J07BL Vaccini della febbre gialla
J07BL01 Febbre gialla, vivo attenuato

### J07BM Vaccini del papillomavirus
J07BM01 Papillomavirus (umano 6, 11, 16, 18) (Gardasil)
J07BM02 Papillomavirus (uumano 16, 18) (Cervarix)

### J07BX Altri vaccini virali
J07BX01 Vaiolo, vivo modificato

J07BX03 Vaccini anti-COVID-19

## J07C Vaccini virali e batterici

### J07CA Vaccini virali e batterici combinati
J07CA01 Difterite-poliomielite-tetano
J07CA02 Difterite-pertosse-poliomielite-tetano
J07CA03 Difterite-rosolia-tetano
J07CA04 Hemophilus influenzae B e poliomielite
J07CA05 Difterite-epatite B-pertosse-tetano
J07CA06 Difterite-hemophilus influenzae B-pertosse-poliomielite-tetano
J07CA07 Difterite-epatite B-tetano
J07CA08 Hemophilus influenzae B and epatite B
J07CA09 Difterite-hemophilus influenzae B-pertosse-poliomielite-tetano-epatite B
J07CA10 Tifoide-epatite A
J07CA11 Difterite-Hemophilus influenzae B-pertosse-tetano-epatite B
J07CA12 Difterite-pertosse-poliomielite-tetano-epatite B
J07CA13 Difterite-hemophilus influenzae B-pertosse-tetano-epatite B-meningococco A + C

## J07X Altri vaccini
Gruppo vuoto